# 진자 운동
진자 운동은 물체의 운동 중 속력과 운동 방향이 변하는 운동이다. 실에 매단 물체(진자)가 같은 경로를 왕복하는 운동이다. 속력은 양 끝에서 0이고, 진동의 중심에서 가장 빠르다. 운동방향은 진자가 그리는 궤도의 각 위치에서 접선 방향이다.

## 활용되는 예
놀이공원의 바이킹, 그네, 괘종시계, 긴 줄 끝에 무거운 공을 메달아 두었을 때 등 